# Walls of Fire
Pour plus de détails, voir Fiche technique et Distribution.
Walls of Fire est un film américain réalisé par Herbert Kline et Edmund Penney, sorti en 1971.

## Synopsis
Ce documentaire s'intéresse au muralisme mexicain et a ses artistes.

## Fiche technique
- Titre : Walls of Fire
- Réalisation : Herbert Kline et Edmund Penney
- Narration : Ricardo Montalbán
- Musique : Jimmie Haskell
- Photographie : Víctor Gaitán
- Montage : Gene Fowler Jr.
- Production : Gertrude Ross Marks et Edmund Penney
- Société de production : Mentor Films
- Pays :  États-Unis
- Genre : Documentaire
- Durée : 80 minutes
- Dates de sortie : 
  -  Mexique : 4 janvier 1971
  -  États-Unis : 5 avril 1973 (Los Angeles)

## Distinctions
Le film a été nommé à l'Oscar du meilleur film documentaire.